# Suncokreti (van Gogh)
Suncokreti (francuski: Tournesols) su motiv dvije serija slika i crteža nizozemskog slikara Vincenta van Gogha. Prva serija slika, naslikana u Parizu 1887., predstavlja polegnute suncokrete, za razliku od druge serije, nastale u Arlesu godinu dana kasnije, koja predstavlja buket suncokreta u vazi. 

## Povijest
Van Gogh je dvije godine živio sa svojim bratom Theom u Parizu, 1886. – 1888. godine. O tom razdoblju se malo zna, osim da je van Gogh promijenio tehniku slikanja mrtvih priroda. Naime, van Gogh je upoznao ključne umjetnike impresionizma, poentilizma i drugih umjetničkih pokreta i ono što je od njih naučio unosio je u svoja djela. Raspoloženje u njegovim djelima se također znatno mijenja, eksperimentira s bojom, svjetlošću i novim tehnikama.
- Suncokreti - studija, ulje na platnu, 21 x 27 cm, Muzej Van Gogh, Amsterdam
- Suncokreti, ulje na platnu, 43,2 x 61 cm, Metropolitan, New York
- Suncokreti, ulje na platnu, 50 x 60,7 cm, Muzej umjetnosti, Bern
- Suncokreti, ulje na platnu, 60 x 100 cm, Muzej Kröller-Müller, Otterlo

Dvije slike iz pariškog razdoblja kupio je Van Goghov prijatelj, umjetnik Paul Gauguin, kojega je van Gogh kasnije pozvao da mu se pridruži u Arlesu kako bi tamo zajedno osnovali atelje. Oko osam mjeseci od prve serije, van Gogh je dočekao Gauguina novim Suncokretima kao ukrasom jedne od soba Žute kuće u kojoj je Gauguin odsjeo.
Slike prikazuju suncokrete u svim fazama života, od punog cvata do uvenuća. Zbog upotrebe spektra žute boje, slike su smatrane inovativnima. U pismima koje je pisao bratu, Van Gogh otkriva suštinu i Gauguinovu očaranost Suncokretima.
- Suncokreti, ulje na platnu, 73,5 × 60 cm, privatna kolekcija
- Šest suncokreta, ulje na platnu, 98 × 69 cm, privatna kolekcija uništena u bombardiranju Japana 6. kolovoza 1945.[3]
- Suncokreti kopija 3. verzije, ulje na platnu, 92 × 72,5 cm, Muzej umjetnosti, Philadelphia
- Suncokreti kopija 4. verzije, ulje na platnu, 95 × 73 cm, Muzej Van Gogh, Amsterdam
- Suncokreti kopija 4. verzije, ulje na platnu, 100 × 76 cm, Muzej Sompo, Tokio[4]

Poslije Gauguinova odlaska, van Gogh je dvije glavne slike planirao postaviti kao krilna retabla triptiha Berceuse, a koje je poslao na slavnu izložbu skupine Les XX 1890. u Bruxellesu.
Dana 31. ožujka 1987., japanski magnat Jasuo Goto je na aukciji aukcijske kuće Sotheby's u Londonu kupio van Goghovo djelo Mrtva priroda: Vaza s petnaest suncokreta za 39,9 milijuna $, što je tada bila najveća cijena za jedno umjetničko djelo. Odmah po prodaji javile su se špekulacije kako je riječ o kopiji koju je naslikao Émile Schuffenecker ili Paul Gauguin. Ipak, većina stručnjaka se slaže kako je riječ o van Goghovom djelu.

## Vanjske poveznice
- Potpuna serija Suncokreta